# Dielektronische Rekombination

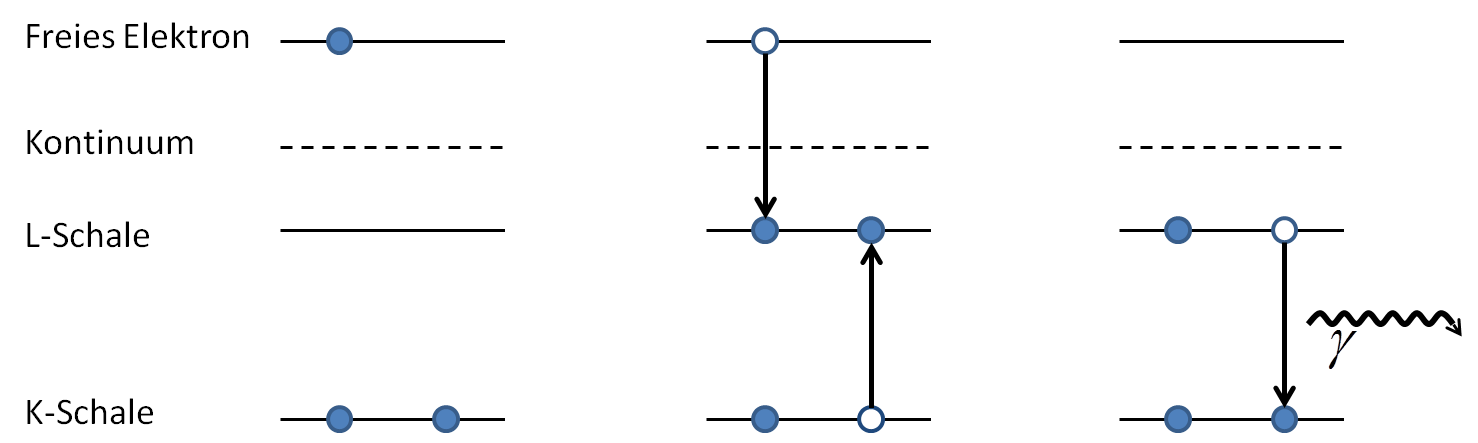
Dieses Bild zeigt den schematischen Ablauf der dielektronischen Rekombination.

Die dielektronische Rekombination ist ein physikalischer Prozess, bei dem ein Elektron von einem positiv geladenen Ion eingefangen wird. Dabei wird ein anderes Elektron des Ions angeregt.
Ein positiv geladenes Ion kann durch einfangen eines Elektrons in einen zweifach angeregten Zustand übergehen. Dieser Zustand kann durch Autoionisation in den Ursprungszustand oder durch Aussenden eines Photons in einen stabilen Zustand zerfallen. Letzteres nennt man dielektronische Rekombination.
Sie kann nur stattfinden, wenn eine Resonanzbedingung erfüllt ist. Die Energie, die beim Einfangen des Elektrons frei wird, muss der Anregungsenergie des Übergangs des zweiten Elektrons entsprechen.